# Гонки «Пушечное ядро»
«Гонки „Пушечное ядро“» (англ. The Cannonball Run) — кинофильм, сюжет которого основан на реальных гонках, проводившихся в США с 1971 по 1979 годы.

## Сюжет
Джей-Джей МакЛур — авантюрист, решается на участие в автомобильной гонке без правил через всю страну, из Коннектикута в Калифорнию. Полиция стремится помешать незаконной гонке по дорогам страны, ведь скорость на них ограничена 55 милями в час (90 км/ч). Чтобы обмануть полицию, Джей-Джей маскирует свою машину под «автомобиль скорой помощи».

## В ролях
- Бёрт Рейнольдс — Джей-Джей МакЛур
- Роджер Мур — Сеймор Голдфарб-младший
- Фэрра Фосетт — Памелла Гловер
- Дом Делуиз — Виктор Принци / Капитан Хаос
- Дин Мартин — Джейми Блейк
- Сэмми Девис мл. — Моррис Фендербаум
- Джек Элам — доктор Николас Ван Хельсинг
- Эдриенн Барбо — Марси Тетчер
- Терри Брэдшоу — Терри
- Джеки Чан — Джеки Чан, водитель «Субару»
- Майкл Хёй — Майкл Хёй, водитель «Субару»
- Джейми Фарр — шейх Абдул-бен-Фалафел, нефтяной магнат, водитель белого «Rolls-Royce Silver Shadow»
- Питер Фонда — Предводитель байкеров
- Рик Авилес — Бешеный Пёс
- Джон Фидлер — портье
- Молли Пикон — миссис Голдфарб

## Производство
Персонаж Роджера Мура Сеймор Голдфарб-младший — явная отсылка к Джеймсу Бонду, которого он играл в то время. При этом Голдфарб представляется всем как Роджер Мур.
Для Джеки Чана этот фильм стал второй американской картиной после «Большой драки». Чан и Майкл Хуэй играют японцев — пилотов Subaru GL. Именно после «Гонки „Пушечное ядро“» в финальных титрах фильмов с участием Чана появляются неудачные дубли — особенность, которую Чан перенял у режиссёра Хэла Нидэма.

## Награды и номинации
Награды
- 1985 Golden Screen
  - Golden Screen

Номинации
- 1982 «Золотая малина»
  - Худшая женская роль второго плана (Фэрра Фосетт)